# Міжнародний реєстр «Пам'ять світу»

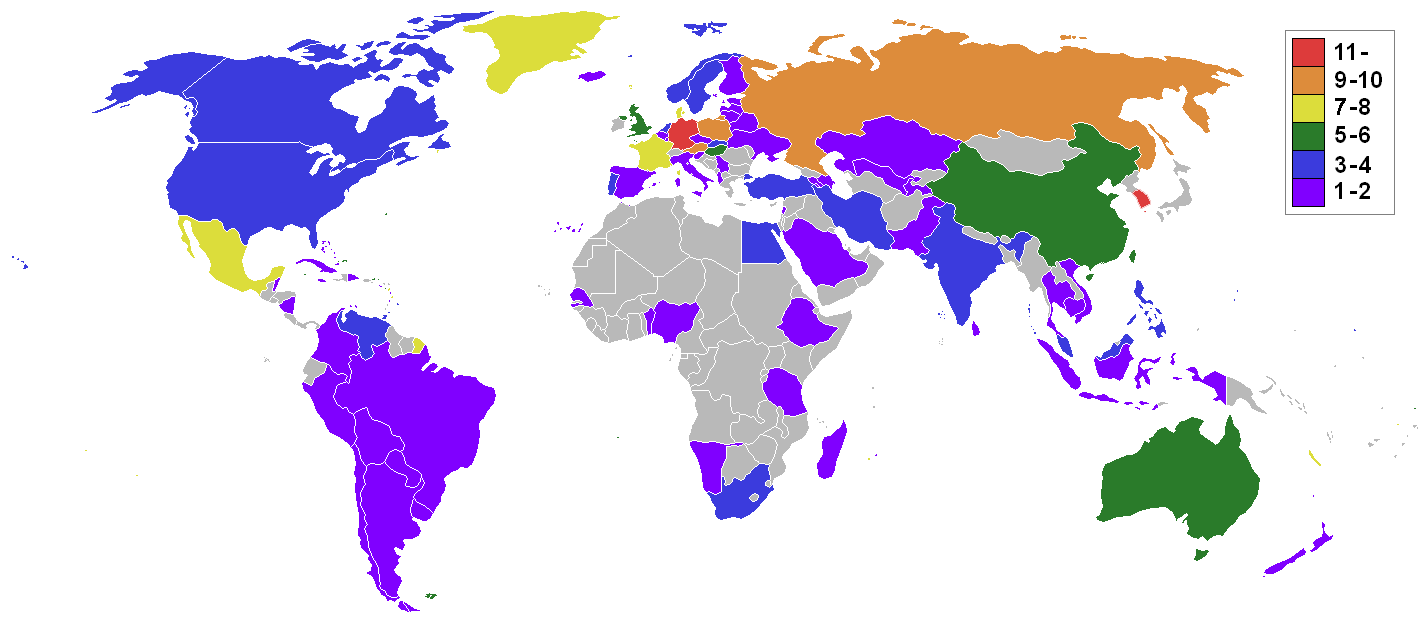
Мапа ілюструє розподіл документальної спадщини за країнами станом на 2007 рік

Реєстр «Пам'ять світу» (Memory of the World Register) містить перелік документального надбання, яке було запропоновано для включення до Програми ЮНЕСКО «Пам'ять світу» Міжнародним консультативним комітетом (International Advisory Committee) та затверджено Генеральним директором ЮНЕСКО як таке, що відповідає критеріям світового значення.
Міжнародний Реєстр «Пам'ять світу» містить такі об'єкти:

## Австралія
- Бортовий журнал корабля «Ендевор» Джеймса Кука / Endeavour Journal of James Cook (2001)
Національна бібліотека Австралії, Канберра
- Рукописи позову Едді Мабо / Mabo Case Manuscripts (2001)
Національна бібліотека Австралії, Канберра
- Історія банди Келлі (1906) / The Story of the Kelly Gang (1906) (2007)
Державний кінофоноархів Австралії, Канберра
- The Convict Records of Australia (2007)

## Австрія
- Vienna Dioscurides (1997)
Austrian National Library, Vienna
- Final Document of the Congress of Vienna (1997)
Austrian State Archives, Vienna
- Historical Collections (1899-1950) (1999)
Phonogrammarchiv, Austrian Academy of Sciences, Vienna
- Papyrus Erzherzog Rainer (2001)
Austrian National Library, Vienna
- Vienna City Library's Schubert Collection (2001)
Vienna City Library, Vienna
- Atlas Blaeu-Van der Hem of the Austrian National Library (2003)
- Brahms Collection (2005)
- Collection of Gothic Architectural Drawings (2005)
- Tabula Peutingeriana (2007)

## Азербайджан
- Середньовічні рукописи з медицини та аптечної справи / Medieval manuscripts on medicine and pharmacy (2005)
Інститут рукописів Національної академії наук Азербайджану

## Албанія
- Codex Purpureus Beratinus (2005)

## Аргентина
- Документи віце-королівства Ріо-де-ла-Плата (1997)
- Колекція записів Карлоса Гарделя (2003)
- Документи про порушення прав людини у 1976-1983 роках (2007)

## Барбадос
- Documentary Heritage of Enslaved Peoples of the Caribbean (2003)

## Бельгія
- Business Archives of the Officina Plantiniana (2001)
Museum Plantin-Moretus, Antwerpen

## Бенін
- Colonial archives (1997)
Національний архів, Порто-Ново

## Білорусь
- Архіви Радзивіллів та Несвіжська бібліотечна колекція / Radzwills’ Archives and Niasvizh (Nieśwież) Library Collection (2009)
Національний історичний архів Білорусі, Мінськ
Центральна наукова бібліотека НАН Білорусі, Мінськ
Національна бібліотека Білорусі, Мінськ
Президентська бібліотека Республіки Білорусь, Мінськ
(білоруська частка пам'ятки; див. також списки Литви, Польщі, Російської Федерації, України та Фінляндії)

## Бразилія
- Emperor's collection: foreign and Brazilian photography in the XIX century (2003)

## Велика Британія
- The Battle of the Somme (2005)
- Hereford Mappa Mundi (2006)
- Велика хартія вольностей 1215 р. / Magna Carta, issued in 1215 (2009)
Британська бібліотека, Лондон

## Венесуела
- Escritos del libertador (1997)
Національний архів, Каракас
- Collection of Latinamerican photography of the 19th Century (1997)
Національна бібліотека Венесуели, Каракас

## Вірменія
- Колекція старовинних рукописів Матенадарану / Mashtots Matenadaran Ancient Manuscripts Collection (1997)
Інститут стародавніх рукописів імені Месропа Маштоца, Єреван

## Данія
- Archives of the Danish overseas trading companies (1997)
Danish National Archives, Copenhagen
- Linné Collection (1997)
Danish National Library of Sciences and Medicine, Copenhagen
- Рукописи та кореспонденція Ганса Крістіана Андерсена / Manuscripts and correspondence of Hans Christian Andersen (1997)
Відділ рукописів, Королівська бібліотека, Копенгаген
- Søren Kierkegaard Archives (1997)
Manuscript Department, Royal Library, Copenhagen

## Єгипет
- Memory of the Suez Canal (1997)
Cultural Bureau, Egyptian Embassy, Paris
- Deeds of Sultans and Princes (2005)

## Ефіопія
- Treasures from National Archives and Library Organizations (1997)
National Archives and Library, Addis Ababa

## Індія
- I.A.S. Tamil Medical Manuscript Collection (1997)
Institute of Asian Studies, Tamil Nadu
- Saiva Manuscripts in Pondicherry (2005)
- The Rig Veda(2006)

## Іран
- “Bayasanghori Shâhnâmeh” (Prince Bayasanghor’s Book of the Kings) (2007)
- The Deed For Endowment: Rab’ I-Rashidi (Rab I-Rashidi Endowment) 13th Century manuscript (2007)

## Італія
- The Malatesta Novello Library (2005), Malatestiana Library, Cesena

## Казахстан
- Collection of manuscripts of Khoja Ahmed Yasawi (2003)
- Audiovisual documents of the International antinuclear movement “Nevada-Semipalatinsk” (2005)

## Канада
- Hudson's Bay Company Archive (2007)
- French Seminary Records of New France colony (2007)

## Китай
- Traditional Music Sound Archives (1997)
Music Research Institute, Chinese Academy of Arts, Beijing
- Records of the Qing's Grand Secretariat (1999)
First Historical Archives of China, Palace Museum, Beijing
- Ancient Naxi Dongba Literature Manuscripts (2003)
- Golden Lists of the Qing Dynasty Imperial Examination (2005)

## Корея
- Hunmin Jeongeum manuscript (1997)
Kansong Art Museum, Seoul
- Annals of the Joseon Dynasty (1997)
Jeongjoksan Sagobon, Seoul
- Jikji (Buljo jikji simche yojeol (vol. II)), the second volume of "Anthology of Great Buddhist Priests’ Zen Teachings" (2001)
Bibliothèque nationale de France, Paris
- Seungjeongwon Diaries, the Diaries of the Royal Secretariat (2001)
Gyujanggak Library and Seoul National University, Seoul
- Tripitaka Koreana (2007)
Haeinsa Temple, Hapcheon
- Joseon Uigue(2007)
Seoul, Some volume in Paris

## Колумбія
- Negros y Esclavos Archives (2005)

## Куба
- «José Martí Pérez Fonds» (2005)

## Латвія
- Dainu skapis - Cabinet of Folksongs (2001)
Archives of Latvian Folklore, Riga

## Литва
- Архіви Радзивіллів та Несвіжська бібліотечна колекція / Radzwills’ Archives and Niasvizh (Nieśwież) Library Collection (2009)
Державний історичний архів Литви, Вільнюс
(литовська частка пам'ятки; див. також списки Білорусі, Польщі, Російської Федерації, України та Фінляндії)

## Ліван
- Commemorative stela of Nahr el-Kalb, Mount Lebanon (2005)
- The Phoenician Alphabet (2005)

## Люксембург
- Family of Man (2003)

## Малайзія
- Correspondence of the late Sultan of Kedah (1882-1943) (2001)
National Archives of Malaysia, Alor Setar
- Hikayat Hang Tuah (2001)
National Library of Malaysia, Kuala Lumpur
- Sejarah Melayu (the Malay Annals) (2001)
Institute of Language and Literature, Kuala Lumpur

## Маврикій
- Records of the French Occupation of Mauritius (1997)
Mauritius Archives, Petite Rivière, Port Louis, Q-Bornes

## Мексика
- Collection of Mexican Codices (1997)
National Library of Anthropology and History, Mexico City
- Codices from the Oaxaca Valley (1997)
National Archives, Mexico City
- Codex Techaloyan from Cuajimalpaz (1997)
National Archives, Mexico City
- Los olvidados film by Luis Buñuel (2003)
Filmoteca de la UNAM, Mexico
- Biblioteca Palafoxiana (2005)
- Amerindian Language Collection (2007)

## Намібія
- Letter Journals of Hendrik Witbooi (2005)

## Нідерланди
- Library Ets Haim – Livraria Montezinos (2003)
- Archives of the Dutch East India Company (2003)

## Німеччина
- Early cylinder recordings of the world's musical traditions (1893-1952) in the Berlin Phonogramm-Archiv (1999)
Phonogrammarchiv, Museum of Ethnology, Berlin
- Симфонія №9 ре мінор, ор.125 Людвіга ван Бетховена / Ludwig van Beethoven: Symphony no 9, d minor, op. 125 (2001)
Державна бібліотека, Берлін
- Literary estate of Goethe (2001)
Goethe and Schiller Archives, Weimar
- Біблія Ґутенберґа (2001)
Державна бібліотека Ґьоттінґенського університету, Ґьоттінґен
- Metropolis film (2001)
Friedrich Wilhelm Murnau Foundation, Wiesbaden
- Illuminated manuscripts from the Ottonian period produced in the monastery of Reichenau (Lake Constance) (2003)
- Kinder- und Hausmärchen (Children’s and Household Tales) (2005)
- World map "Universalis cosmographia secundum Ptholomaei traditionem et Americi Vespucii aliorumque Lustrationes" by Martin Waldseemüller. In possession of the Library of Congress, Washington (D.C.) since 2003 (2005)
- «Пісня про Нібелунгів» - героїчна поема середньовічної Євпропи / Song of the Nibelungs, a heroic poem from mediaeval Europe (2009)
Баварська державна бібліотека, Мюнхен

## Нова Зеландія
- Treaty of Waitangi (1997)
National Archives, Wellington
- The 1893 Women's Suffrage Petition (1997)
National Archives, Wellington

## Норвегія
- The Leprosy Archives of Bergen (2001) including foreword in English
- Lepraarkivene i Bergen
City Archives and Regional State Archives of Bergen, Bergen, Norway
- Henrik Ibsen: A Doll's House (2001)
National Library of Norway, Oslo
- Roald Amundsen's South Pole Expedition (1910-1912) (2005)

## Пакистан
- Jinnah Papers (1999)
National Archives, Islamabad

## Парагвай
- Archives of Terror (2000)

## Південно-Африканська Республіка
- Wilhelm Bleek collection (1997)
University of Cape Town / South African Library, Cape Town

## Польща
- Магнус опус Миколая Коперника «Про обертання небесних сфер» / Nicolaus Copernicus' masterpiece "De revolutionibus libri sex" (1999)
Бібліотека Ягеллонського університету, Краків
- Warsaw Ghetto Archives (Emanuel Ringelblum Archives) (1999)
Jewish Historical Research Institute, Warsaw
- Рукописи Фредеріка Шопена / The Masterpieces of Frédéric Chopin (1999)
Товариство Фредеріка Шопена, Варшава
- The General Confederation of Warsaw (2003)
- 21 demands of MKS, Gdańsk, August 1980. The birth of the Solidarity trade union – a massive social movement. (2003)
- Супрасльський кодекс / Codex Suprasliensis – Mineia četia, Mart (The Supraśl Codex – Menology, March) (2007)
Бібліотека Народова, Варшава
(польська частка пам'ятки; див. також списки Словенії та Російської Федерації)
- Архіви Радзивіллів та Несвіжська бібліотечна колекція / Radzwills’ Archives and Niasvizh (Nieśwież) Library Collection (2009)
Центральний архів історичних записів, Варшава
(польська частка пам'ятки; див. також списки Білорусі, Литви, Російської Федерації, України та Фінляндії)

## Португалія
- Pero Vaz de Caminha's Letter to H. M. Manuel I about the finding of Brazil (2005)
- Corpo Cronológico (2007)
- Treaty of Tordesillas (2007)

## Російська Федерація
- Архангельське Євангеліє / Archangel Gospel of 1092 (1997)
Російська державна бібліотека, Москва
- Хітровське Євангеліє / Khitrovo Gospel (1997)
Російська державна бібліотека, Москва
- Слов'янські видання кирилівського шрифту XV ст. / Slavonic publications in Cyrillic script of the 15th century (1997)
Російська державна бібліотека, Москва
- Газетні колекції / Newspaper collections (1997)
Російська державна бібліотека, Москва
- Колекція карт Російської імперії XVIII ст. / Maps of the Russian empire and its collection of the 18th century (1997)
Російська державна бібліотека, Москва
- Російські плакати кінця XIX - початку XX ст. / Russian posters of the end of the 19th and early 20th centuries (1997)
Російська державна бібліотека, Москва
- Історичні колекції Фонографічного архіву Санкт-Петербургу (1889-1955) / Historical Collections (1889-1955) of St. Petersburg Phonogram Archives (2001)
Інститут російської літератури РАН, Санкт-Петербург
- Супрасльський кодекс / Codex Suprasliensis – Mineia četia, Mart (The Supraśl Codex – Menology, March) (2007)
Національна бібліотека Росії, Санкт-Петербург
(російська частка пам'ятки; див. також списки Польщі та Словенії)
- Архіви Радзивіллів та Несвіжська бібліотечна колекція / Radzwills’ Archives and Niasvizh (Nieśwież) Library Collection (2009)
Бібліотека Російської академії наук, Санкт-Петербург
Наукова бібліотека Московського державного університету, Москва
(російська частка пам'ятки; див. також списки Білорусі, Литви, Польщі, України та Фінляндії)

## Саудівська Аравія
- Earliest Islamic (Kufic) inscription (2003)

## Сенегал
- Afrique occidentale française, AOF (1997)
National Archives, Dakar

## Сербія
- Nikola Tesla’s Archive (2003)
- Miroslav Gospels – Manuscript from 1180 (2005)

## Словаччина
- Illuminated Codices from the Library of the Bratislava Chapter House (1997)
National Archives, Bratislava
- Basagic Collection of Islamic Manuscripts (1997)
University Library, Bratislava

## Словенія
- Супрасльський кодекс / Codex Suprasliensis – Mineia četia, Mart (The Supraśl Codex – Menology, March) (2007)
Національна та університетська бібліотека Словенії, Любляна
(словенська частка пам'ятки; див. також списки Польщі та Російської Федерації)

## Сполучені Штати Америки
- Чарівник країни Оз (1939) Віктора Флемінга / The Wizard of Oz (Victor Fleming 1939) (2007)

## Таджикистан
- Ubayd Zakoni's "Kulliyat" and Hafez Sherozi's "Gazalliyt" manuscript (XIV century) (2003)

## Таїланд
- King Ram Khamhaeng Inscription (2003)
- Thai Laws and Proclamations on the Abolition of Slavery nominated 30 March 2006

## Танзанія
- German Records of the National Archives (1997)
National Archives, Dar Es Salam
- Collection of Arabic Manuscripts and Books (2003)

## Тринідад і Тобаго
- The Derek Walcott Collection (1997)
The Main Library, University of West Indies, St. Augustine
- The Eric Williams Collection (1999)
The Main Library, University of West Indies, St. Augustine
- C.L.R. James Collection (2005)

## Туреччина
- The Hittite cuneiform tablets from Bogazköy (2001)
Archaeological Museums of Istanbul and Museum of Anatolian Civilizations of Ankara
- Kandilli Observatory and Earthquake Research Institute Manuscripts (2001)
Boğaziçi University, Kandilli Observatory
and Earthquake Research Institute, Istanbul
- Works of Ibn Sina in the Süleymaniye Manuscript Library (2003)

## Угорщина
- Kálmán Tihanyi's 1926 Patent Application "Radioskop" (2001)
National Archives of Hungary, Budapest
- The Bibliotheca Corviniana Collection (2005)

## Узбекистан
- Holy Koran Mushaf of Othman (1997)
The Muslim Board of Uzbekistan, Tashkent
- Collection of the Al-Biruni Institute of Oriental Studies (1997)
Academy of Sciences, Tashkent

## Україна
- Зібрання фонографічних записів єврейського музичного фольклору (1912-1947) / Collection of Jewish Musical Folklore (1912-1947) (2005)
Національна бібліотека України імені В.І.Вернадського, Київ

- Архіви Радзивіллів та Несвіжська бібліотечна колекція / Radzwills’ Archives and Niasvizh (Nieśwież) Library Collection (2009)
Центральний державний історичний архів України, м. Київ
(українська частка пам'ятки; див. також списки Білорусі, Литви, Польщі, Російської Федерації та Фінляндії)
- Акт Люблінської унії (2017) (українська частка пам'ятки; див. також списки Литви та Польщі)
- Документальна спадщина, пов'язана з Чорнобильською катастрофою (2017) (українська частина пам'ятки; див. також список Білорусі)

- «Документальна спадщина «Бабин Яр».   Архівні фонди семи українських архівів, що зберігають оригінали документів про події Голокосту, серед яких Центральний державний архів громадських об’єднань та україніки (чотири фонди - фонд 166 «Комісія Академії наук УРСР з історії Вітчизняної війни в Україні, м. Київ (1943—1950)», фонд 1 «Центральний комітет Комуністичної партії України (ЦК КПУ), м. Київ (1918–1991)», фонд 7 «Центральний комітет Ленінської комуністичної спілки молоді України (Молодь за демократичний соціалізм) (ЦК ЛКСМУ (МДС)), м. Київ (1919—1991)» і фонд 62 «Український штаб партизанського руху (УШПР) (1942—1944)»)[2], Центральний державний архів вищих органів влади та управління України (архівний фонд особового походження Ірини Хорошунової – художниці, журналістки, бібліотекарки, яка у період з 25 червня 1941 року по червень 1944 року писала щоденники, документуючи злочини нацистів у Бабиному Яру)[3]   та  Державний архів Київської області (колекція документів про трагічні події вересня 1941 року, зокрема – список мешканців Петровського району, які були розстріляні в Бабиному Яру, до якого увійшло понад 2 тисячі прізвищ киян – дорослих, дітей, безіменних осіб [4].

## Уругвай
- Original records of Carlos Gardel - Horacio Loriente Collection (1913-1935) (2003)

## Філіппіни
- Philippine Paleographs (Hanunoo, Buid, Tagbanua and Pala'wan) (1999)
National Museum, Manila
- Radio Broadcast of the Philippine People Power Revolution (2003)

## Фінляндія
- Adolf Erik Nordenskiöld Collection (1997)
Бібліотека Гельсінкського університету, Гельсінкі
- Архіви Радзивіллів та Несвіжська бібліотечна колекція / Radzwills’ Archives and Niasvizh (Nieśwież) Library Collection (2009)
Національна бібліотека Фінляндії, Гельсінкі
(фінська частка пам'ятки; див. також списки Білорусі, Литви, Польщі, Російської Федерації та України)

## Франція
- Bayeux Tapestry (2007)
- Декларація прав людини і громадянина (1789-1791) / Declaration of the Rights of Man and of the Citizen (1789-1791) (2003)
Історичний центр, Національний архів, Париж
- The Appeal of 18 June 1940 (2005)
- Lumière Films (2005)
- Introduction of the decimal metric system, 1790-1837 (2005)

## Швейцарія
- Архіви Ліги Націй 1919-1946 рр. / League of Nations Archives 1919-1946 (2009)
Бібліотека Офісу ООН у Женеві

## Швеція
- Astrid Lindgren Archives (2005)
- Emanuel Swedenborg Collection (2005)
- Ingmar Bergman Collection (2007)

## Чехія
- Collection of medieval manuscripts of the Czech Reformation (2007)
- Колекція періодики російської, української та білоруської еміграції 1918-1945 рр. / Collection of Russian, Ukrainian and Belorussian émigré periodicals 1918-1945 (2007)
Національна бібліотека Чеської республіки, Прага

## Чилі
- Human Rights Archive (2003)
- Jesuits of America (2003)

## Виноски
1. ↑  (рос.)Память мира: Общие руководящие принципы сохранения документального наследия [Архівовано 4 липня 2010 у Wayback Machine.]: пересмотренное издание 2002 г. / Рей Эдмондсон. - Париж, ЮНЕСКО, 2002.
2. ↑  Леся КИРПИЧ. Про Бабин Яр на весь світ: Документи українських архівів внесено до Міжнародного реєстру  Програми ЮНЕСКО - «Урядовий кур’єр», 29.10.2023, №196
3. ↑  Вручення сертифікатів про включення архівних документів з історії Голокосту до Міжнародного реєстру Програми ЮНЕСКО «Пам’ять світу» - Офіційний сайт Центрального державного архіву вищих органів влади та управління України, 11.09.2023
4. ↑  Документи Державного архіву Київської області включені до Міжнародного реєстру Програми “Пам’ять світу” ЮНЕСКО - Офіційний сайт Державного архіву Київської області, 08.09.2023